# Breutelia yunnanensis
Breutelia yunnanensis är en bladmossart som beskrevs av Bescherelle 1892. Breutelia yunnanensis ingår i släktet gullhårsmossor, och familjen Bartramiaceae. Inga underarter finns listade i Catalogue of Life.